# Yadigar Khan
Yadigar Khan fou kan de Khivà vers 1714-1715. Va succeir al seu germà Hajji Muhammad Bahadur Khan entre finals del 1713 i començaments del 1714. Va morir al cap d'un any de regnat, el mateix 1714 o el 1715.
El va succeir Arang (Arank o Arangh) o Erenk (Erengh) Khan, d'una branca col·lateral.